# Ratolí marsupial de peus grocs
El ratolí marsupial de peus grocs (Antechinus flavipes), conegut també com a Mardo, és un marsupial semblant a una musaranya originari d'Austràlia. Té un comportament sexual bastant inusual que comparteix amb els altres membres del seu gènere. Els mascles s'esforcen tan intensament durant l'aparellament que sovint moren d'estrès sexual.